# Foulamory
Foulamory est une ville et une sous-préfecture de la préfecture de Gaoual, dans la région de Boké au nord-ouest de la Guinée.

## Population
En 2014, elle comptait 10 207 habitants.